# Tatiana Calderón
Tatiana Calderón (Bogotá, 1993. március 10. –) kolumbiai autóversenyző, 2018-tól az Alfa Romeo Sauber Formula–1-es istálló teszt- és tartalék pilótája, 2020-tól pedig nagykövete is.

## Pályafutása

### A kezdetek

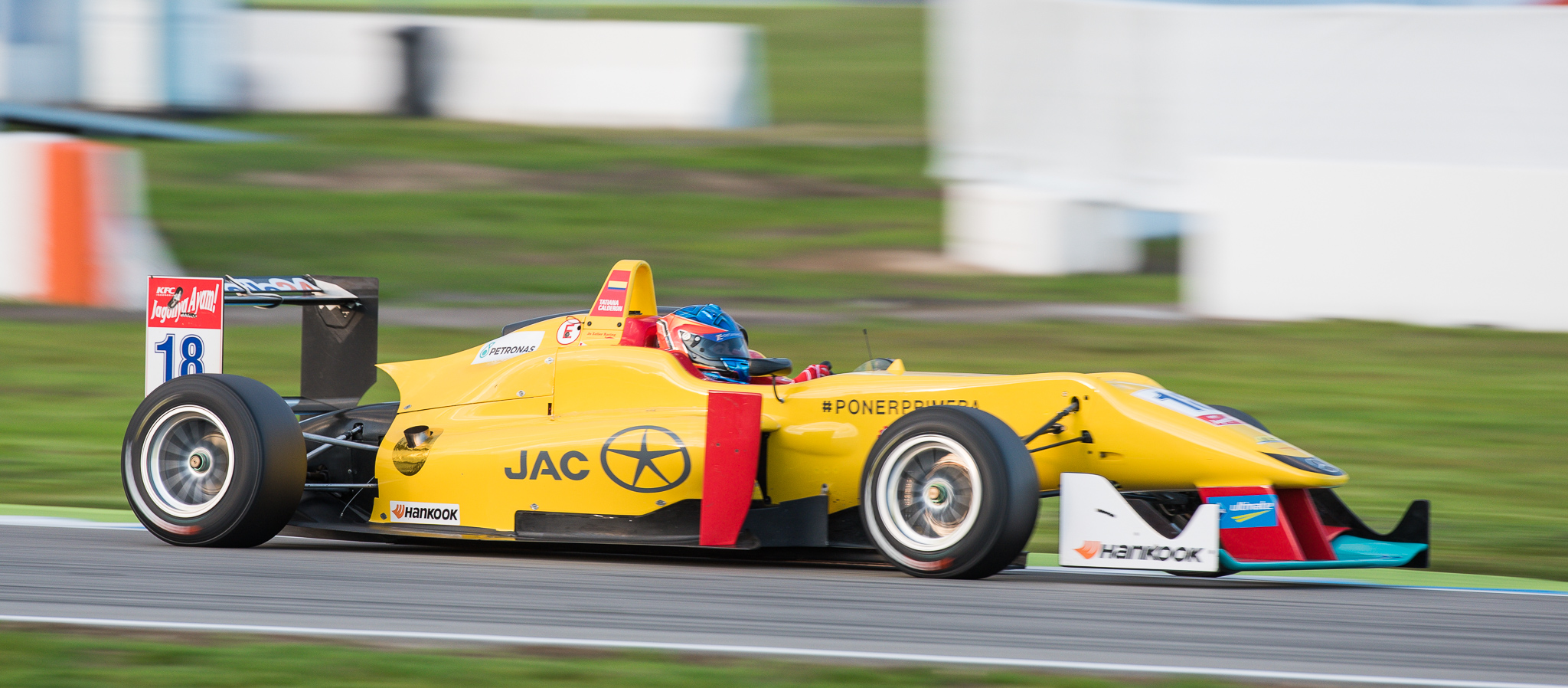
Calderón a Hockenheimringen a Formula 3-ban.

A 2005–2006-os évadban gokart-bajnokságot nyert hazájában. A következő szezonban harmadik lett a Rotax junior divízióban. 2008-ban az első olyan női autóversenyző lett, aki a kolumbiai JICA Eastern Championship Snap-On-Stars versenyét megnyerte, emellett pedig bajnok lett a nemzeti Challenge-bajnokságban.
2010-ben kezdte együléses autóversenyzői pályafutását a Star Mazda Championship elnevezésű bajnokságban. Az első futamon, az amerikai Autobahn Country Club versenypályán elért hetedik helye volt a legjobb a szezon során. 2011-es szezonban hatodik lett a pontversenyben, és a harmadik futamon elért harmadik helyével az első és egyetlen nő lett a sorozatban, aki dobogóra állhatott. 2011-ben is részt vett az Euroformula Open Championship utolsó három versenyhétvégéjén. Mind a hat futamot befejezte, két pontot gyűjtve 21. lett a bajnokságban.
2012-ben Európába költözött, hogy Emilio de Villota csapatával induljon a teljes szezonban. A 9. helyen fejezte be a bajnokságot, 56 pontot gyűjtve.

### Formula–3 Európa-bajnokság
2013-ban debütált a Formula–3 Európa-bajnokságon a Double R Racing csapat versenyzőjeként. 79 ponttal a hetedik helyet szerezte meg az összetettben, a Nürburgringen elért harmadik helyével pedig első és egyetlen nő lett ebben a sorozatban is, aki dobogóra állhatott. 2014-ben a Jo Zeller Racing csapattal versenyzett és egy belgiumi ötödik helyezés volt a legjobb eredménye. A szezont 29 ponttal a 15. helyen zárta.
2015-ben Carlin színeiben versenyzett. Rövid ideig vezette a Spa-Francorchampsban rendezett harmadik futamot, ezzel ő lett az első npi autóversenyző aki versenyben akár egy kör erejéig a mezőny élén állt a Formula–3 Európa-bajnokság valamelyik futamán.

### GP3
2016-ban a GP3-as bajnokságban versenyzett az Arden Internationallal, amelynek addigi 19 éves történetének első női versenyzője lett. 2017-ben Calderóna DAMS csapattal versenyzett, miközben együttműködési szerződést írt alá a Formula–1-es Sauber csapattal.
2018-ban harmadik idényét kezdte a GP3-ban, ezúttal a Jenzer Motorsporttal. Március 6-án az Alfa Romeo Sauber hivatalosan is bejelentette, hogy ő lesz az egyik teszt- és fejlesztőpilótájuk. Mexikóban a nagydíjat követően, majd a szezonzáró hétvége előtt, Fioranóban is vezethette a Sauber egy korábbi versenyautóját.

### Formula–2
2019-re korábbi csapta, a BWT Arden bejelentette, hogy ő lesz a csapat egyik versenyzője az FIA Formula–2 bajnokságban, ezzel pedig ő lett az első női pilóta a bajnokságban. Bahreinben rögtön egy 13. hellyel kezdett a főfutamon. A második állomáson, az azeri nagydíjon mindkét versenyt feladni kényszerült. A nyári szünet utáni első hétvégén, Spa-ban, csapattársa Anthoine Hubert életét vesztette, miután Juan Manuel Correa belerohant, így Monzában egyedül képviselte a gárdát, majd Oroszországtól Artyom Markelov lett a csapattársa. A szezon során végül nem tudott pontot szerezni, legjobb eredménye a Circuit Paul Ricard-ról egy 11. pozíció volt. Még ebben az évben lehetőséget kapott szabadkártyásként a mexikói Porsche-szuperkupa fordulón is.
2022 augusztusban csatlakozott a cseh Charouz Racing Systemhez, Cem Bölükbaşı helyére a 2022-es bajnokság befejező négy fordulójában, Karol G popénekes finanszírozásával. Egy Olli Caldwellel történt balesetben megsérült a jobb keze a monzai sprintversenyen, és a következő két hónapot terápiával töltötte. A szezonzáróra felépült, és rajthoz tudott állni. A 28. helyen végzett a pilóták között, nem ért el pontszerző helyezést.

### Sportautózás
A 2020-as Daytonai 24 óráson a GRT Racing Team női felállásával állt rajthoz Katherine Legge, Christina Nielsen és Rahel Frey társaként egy Lamborghini Huracán GT3-mal. Mivel ez volt az első ilyen jellegű versenye, különösen sokat edzett fizikálisan és mentálisan is a viadalra. 471 kör megtétele után Nielsen alatt kigyulladt az autó, így kiestek. Előbb André Negrão-val, majd Beitske Visser-rel és Sophia Flörsch-hel osztozott a Signateh és a Richard Mille Racing által felkészített Oreca 07-es konstrukción az európai Le Mans-szériában. Legjobb helyezésük egy 5. pozíció volt a szezonnyitón. Visser és Flörsch mellette indult a szeptemberre áthelyezett 2020-as Le Mans-i 24 óráson is, ahol összetettben a 13., kategóriában pedig a 9. helyet érték el.
2021-re a hosszútávú-világbajnokságba (WEC) neveztek. Le Mans-ban Flörsch a pálya hátsó részén összeakadt a #26-os G-Drive autóval és megforgott, majd a #74-es Racing Team India Eurasia autója oldalról eltalálta. Mivel olyan szinten rongálódott az autó, kiszálltak a versenyből.
A 2023-as ELMS-szezonban a lengyel Team Virage csapatához szerződött az LMP2 Pro-Am osztályába, Rob Hodes és Ian Rodríguez mellé, egy Oreca 07-tel. A szezont a 16. helyen zárta öt legjobb tízes hellyel és egy pole-pozícióval. 2023 decemberében leszerződött Legge, Sheena Monk és Stevan McAleer partnereként a Gradient Racing #66-os Acura NSX GT3 Evo22 pilótájaként a 2024-es Daytonai 24 órásra, ahova 2020 után először tért vissza. 

### Ázsia
A 2019–20-as télen futó Formula–3 Ázsia-bajnokság néhány fordulóján szerepelt. 2020-ban a Super Formulában teljes idényt futott volna a Drago Corse ThreeBond alakulatával eredetileg, de egyéb elfoglaltságai miatt két fordulót is kihagyott. Egy évvel később a szigetországban szigorú beutazási szabályok voltak, de mivel az ország területén élt, egyetlen nem japánként nevezett a szezonnyitóra, Fujira. Ismételten részleges programot teljesített, pont nélkül.

### IndyCar
2021 július 6-án egy szponzori megállapodás révén lehetősége volt az IndyCar-ban tesztelni A. J. Folyt alakulatával és Sébastien Bourdais #14-es rajtszámú autóját vitte pályára Mid-Ohióban, amivel összesen 87 kört ment. 2022 januárjában a ROKiT-tal együtt lett bejelentve a 2022-es évad kizárólag épített és utcai helyszíneire. Ezzel Simona de Silvestro óta az első női pilóta lett a szériában, valamint az első az A. J. Folyt  Racing-nél. Az oválpályákon J. R. Hildebrand vezetett helyette. Toronto előtt kiderült, hogy az autó főszponzora, a ROKiT nevű cég jelentős mennyiségű tartozást szedett össze a csapat felé, így a gárda a továbbiakban nem indította a konstrukciót.

## Eredményei

### Karrier összefoglaló
| Szezon  | Bajnokság                       | Csapat                     | Versenyek   | Győzelmek   | Pole        | Leggyorsabb körök | Dobogós helyezések | Pont        | Helyezés    |
| ------- | ------------------------------- | -------------------------- | ----------- | ----------- | ----------- | ----------------- | ------------------ | ----------- | ----------- |
| 2010    | Star Mazda Championship         | Juncos Racing              | 13          | 0           | 0           | 0                 | 0                  | 320         | 10.         |
| 2011    | Star Mazda Championship         | Juncos Racing              | 11          | 0           | 0           | 0                 | 2                  | 322         | 6.          |
| 2011    | Formula–3 Open Európa-bajnokság | Team West-Tec              | 6           | 0           | 0           | 0                 | 0                  | 2           | 21.         |
| 2012    | Formula Renault 2.0 Alps        | AV Formula                 | 4           | 0           | 0           | 0                 | 0                  | 0           | 33.         |
| 2012    | Formula–3 Open Európa-bajnokság | EmiliodeVillota Motorsport | 16          | 0           | 0           | 0                 | 0                  | 56          | 9.          |
| 2013    | Formula–3 Európa-bajnokság      | Double R Racing            | 30          | 0           | 0           | 0                 | 0                  | 0           | 32.         |
| 2013    | Brit Formula–3-as bajnokság     | Double R Racing            | 12          | 0           | 0           | 0                 | 1                  | 79          | 7.          |
| 2014    | Formula–3 Európa-bajnokság      | Jo Zeller Racing           | 33          | 0           | 0           | 0                 | 0                  | 29          | 15.         |
| 2014    | Florida Winter Series           |                            | 12          | 1           | 0           | 1                 | 1                  | —           | —           |
| 2015    | Formula–3 Európa-bajnokság      | Carlin                     | 33          | 0           | 0           | 0                 | 0                  | 0           | 27.         |
| 2015–16 | MRF Challenge Formula–2000      | MRF Racing                 | 14          | 1           | 0           | 1                 | 7                  | 199         | 2.          |
| 2016    | GP3                             | Arden International        | 18          | 0           | 0           | 0                 | 0                  | 2           | 21.         |
| 2016    | Euroformula Open                | Teo Martín Motorsport      | 10          | 0           | 0           | 0                 | 1                  | 66          | 9.          |
| 2016    | Spanyol Formula–3-as bajnokság  | Teo Martín Motorsport      | 6           | 0           | 0           | 0                 | 0                  | 32          | 6.          |
| 2017    | GP3                             | DAMS                       | 15          | 0           | 0           | 0                 | 0                  | 7           | 18.         |
| 2017    | Formula V8 3.5 Series           | RP Motorsport              | 2           | 0           | 0           | 0                 | 1                  | 25          | 14.         |
| 2018    | GP3                             | Jenzer Motorsport          | 18          | 0           | 0           | 0                 | 0                  | 11          | 16.         |
| 2018    | Formula–1                       | Sauber                     | Tesztpilóta | Tesztpilóta | Tesztpilóta | Tesztpilóta       | Tesztpilóta        | Tesztpilóta | Tesztpilóta |
| 2019    | Formula–2                       | BWT Arden                  | 22          | 0           | 0           | 0                 | 0                  | 0           | 22.         |
| 2019    | Formula–1                       | Alfa Romeo                 | Tesztpilóta | Tesztpilóta | Tesztpilóta | Tesztpilóta       | Tesztpilóta        | Tesztpilóta | Tesztpilóta |
| 2019    | Porsche-szuperkupa              | Project 1/FACH             | 2           | 0           | 0           | 0                 | 0                  | 0           | HN‡         |
| 2019–20 | Formula–3 Ázsia-bajnokság       | Seven GP                   | 9           | 0           | 0           | 0                 | 0                  | 31          | 13.         |
| 2020    | Super Formula                   | Drago Corse ThreeBond      | 5           | 0           | 0           | 0                 | 0                  | 0           | 23.         |
| 2020    | Európai Le Mans-széria          | Richard Mille Racing Team  | 4           | 0           | 0           | 0                 | 0                  | 19,5        | 11.         |
| 2020    | Formula–1                       | Alfa Romeo                 | Tesztpilóta | Tesztpilóta | Tesztpilóta | Tesztpilóta       | Tesztpilóta        | Tesztpilóta | Tesztpilóta |
| 2021    | Super Formula                   | Drago Corse ThreeBond      | 4           | 0           | 0           | 0                 | 0                  | 0           | 24.         |
| 2021    | WEC                             | Richard Mille Racing Team  | 5           | 0           | 0           | 0                 | 0                  | 23          | 17          |
| 2021    | Formula–1                       | Alfa Romeo                 | Tesztpilóta | Tesztpilóta | Tesztpilóta | Tesztpilóta       | Tesztpilóta        | Tesztpilóta | Tesztpilóta |
| 2022    | Formula–2                       | Charouz Racing System      | 7           | 0           | 0           | 0                 | 0                  | 0           | 28.         |
| 2022    | IndyCar                         | A. J. Foyt Racing          | 0           | 0           | 0           | 0                 | 0                  | 58          | 29.         |
| 2023    | Európai Le Mans-széria          | Team Virage                | 6           | 0           | 1           | 0                 | 0                  | 24          | 16          |

* A szezon jelenleg is zajlik.
‡ Mivel Calderón vendégpilóta volt, nem részesült bajnoki pontokban.

### Teljes Formula–3 Európa-bajnokság eredménysorozata
(Táblázat értelmezése)

(Félkövér: pole-pozícióból indult; dőlt: leggyorsabb kört futott) 

| Év   | Csapat           | 1        | 2        | 3        | 4        | 5        | 6        | 7        | 8        | 9        | 10       | 11       | 12       | 13       | 14       | 15       | 16       | 17       | 18       | 19       | 20       | 21       | 22       | 23       | 24       | 25       | 26       | 27       | 28       | 29       | 30       | 31       | 32       | 33       | Helyezés | Pomt |
| ---- | ---------------- | -------- | -------- | -------- | -------- | -------- | -------- | -------- | -------- | -------- | -------- | -------- | -------- | -------- | -------- | -------- | -------- | -------- | -------- | -------- | -------- | -------- | -------- | -------- | -------- | -------- | -------- | -------- | -------- | -------- | -------- | -------- | -------- | -------- | -------- | ---- |
| 2013 | Double R Racing  | MNZ 1 19 | MNZ 2 23 | MNZ 3 21 | SIL 1 22 | SIL 2 19 | SIL 3 15 | HOC 1 26 | HOC 2 26 | HOC 3 23 | BRH 1 22 | BRH 2 25 | BRH 3 20 | RBR 1 21 | RBR 2 20 | RBR 3 17 | NOR 1 Ki | NOR 2 26 | NOR 3 Ki | NÜR 1 22 | NÜR 2 20 | NÜR 3 19 | ZAN 1 21 | ZAN 2 22 | ZAN 3 24 | VAL 1 20 | VAL 2 20 | VAL 3 20 | HOC 1 21 | HOC 2 22 | HOC 3 Ki |          |          |          | 32.      | 0    |
| 2014 | Jo Zeller Racing | SIL 1 23 | SIL 2 18 | SIL 3 19 | HOC 1 18 | HOC 2 22 | HOC 3 18 | PAU 1 18 | PAU 2 Ki | PAU 3 15 | HUN 1 20 | HUN 2 15 | HUN 3 16 | SPA 1 15 | SPA 2 5  | SPA 3 17 | NOR 1 Ki | NOR 2 Ki | NOR 3 10 | MSC 1 14 | MSC 2 11 | MSC 3 8  | RBR 1 15 | RBR 2 13 | RBR 3 9  | NÜR 1 Ki | NÜR 2 9  | NÜR 3 8  | IMO 1 9  | IMO 2 14 | IMO 3 Ki | HOC 1 12 | HOC 2 8  | HOC 3 Ki | 15.      | 29   |
| 2015 | Carlin           | SIL 1 20 | SIL 2 Ki | SIL 3 22 | HOC 1 Ki | HOC 2 21 | HOC 3 25 | PAU 1 17 | PAU 2 19 | PAU 3 Ki | MNZ 1 17 | MNZ 2 22 | MNZ 3 13 | SPA 1 25 | SPA 2 25 | SPA 3 18 | NOR 1 14 | NOR 2 12 | NOR 3 14 | ZAN 1 19 | ZAN 2 11 | ZAN 3 14 | RBR 1 13 | RBR 2 21 | RBR 3 16 | ALG 1 29 | ALG 2 Ki | ALG 3 15 | NÜR 1 20 | NÜR 2 15 | NÜR 3 Ki | HOC 1 18 | HOC 2 21 | HOC 3 24 | 27.      | 0    |

† Nem fejezte be a futamot, de helyezését értékelték, mivel teljesítette a versenytáv több, mint 90%-át.
‡ A versenyt félbeszakították, és mivel nem teljesítették a táv 75%-át, így csak a pontok felét kapta meg.

### Teljes GP3-as eredménysorozata
(Táblázat értelmezése)

(Félkövér: pole-pozícióból indult; dőlt: leggyorsabb kört futott) 

| Év   | Csapat            | 1          | 2          | 3          | 4          | 5          | 6          | 7          | 8          | 9          | 10         | 11         | 12         | 13         | 14         | 15         | 16         | 17         | 18         | Helyezés | Pont |
| ---- | ----------------- | ---------- | ---------- | ---------- | ---------- | ---------- | ---------- | ---------- | ---------- | ---------- | ---------- | ---------- | ---------- | ---------- | ---------- | ---------- | ---------- | ---------- | ---------- | -------- | ---- |
| 2016 | Arden             | ESP FEA 14 | ESP SPR 18 | AUT FEA 20 | AUT SPR Ki | GBR FEA 17 | GBR SPR 20 | HUN FEA 21 | HUN SPR 21 | GER FEA 10 | GER SPR 9  | BEL FEA 14 | BEL SPR Ki | ITA FEA 10 | ITA SPR 16 | MAL FEA Ki | MAL SPR 15 | UAE FEA Ki | UAE SPR Ki | 21.      | 2    |
| 2017 | DAMS              | ESP FEA 14 | ESP SPR Ki | AUT FEA 13 | AUT SPR 12 | GBR FEA 14 | GBR SPR 15 | HUN FEA Ki | HUN SPR 13 | BEL FEA 16 | BEL SPR 13 | ITA FEA 7  | ITA SPR T  | JER FEA 13 | JER SPR 8  | UAE FEA 16 | UAE SPR 15 |            |            | 18.      | 7    |
| 2018 | Jenzer Motorsport | ESP FEA Ki | ESP SPR Ki | FRA FEA 17 | FRA SPR 16 | AUT FEA 12 | AUT SPR 12 | GBR FEA Ki | GBR SPR 10 | HUN FEA 11 | HUN SPR 8  | BEL FEA 10 | BEL SPR 9  | ITA FEA 15 | ITA SPR 6  | RUS FEA 10 | RUS SPR 7  | UAE FEA 10 | UAE SPR 8  | 16.      | 11   |

† A versenyt nem fejezte be, de helyezését értékelték, mert a versenytáv több, mint 90%-át teljesítette.

### Teljes FIA Formula–2-es eredménysorozata
(Táblázat értelmezése)

(Félkövér: pole-pozícióból indult; dőlt: leggyorsabb kört futott) 

| Év   | Csapat                | 1          | 2          | 3          | 4          | 5          | 6          | 7          | 8          | 9          | 10          | 11         | 12         | 13         | 14         | 15         | 16         | 17        | 18        | 19         | 20         | 21         | 22         | 23         | 24         | 25         | 26         | 27         | 28         | Helyezés | Pont |
| ---- | --------------------- | ---------- | ---------- | ---------- | ---------- | ---------- | ---------- | ---------- | ---------- | ---------- | ----------- | ---------- | ---------- | ---------- | ---------- | ---------- | ---------- | --------- | --------- | ---------- | ---------- | ---------- | ---------- | ---------- | ---------- | ---------- | ---------- | ---------- | ---------- | -------- | ---- |
| 2019 | BWT Arden             | BHR FEA 13 | BHR SPR 15 | AZE FEA Ki | AZE SPR Ki | ESP FEA 13 | ESP SPR 13 | MON FEA 15 | MON SPR Ki | FRA FEA 11 | FRA SPR 19† | AUT FEA 17 | AUT SPR 13 | GBR FEA 14 | GBR SPR 16 | HUN FEA 16 | HUN SPR Ki | BEL FEA T | BEL SPR T | ITA FEA Ki | ITA SPR 14 | RUS FEA 15 | RUS SPR 16 | UAE FEA 16 | UAE FEA 14 |            |            |            |            | 22.      | 0    |
| 2022 | Charouz Racing System | BHR SPR    | BHR FEA    | KSA SPR    | KSA FEA    | IMO SPR    | IMO FEA    | ESP SPR    | ESP FEA    | MON SPR    | MON FEA     | AZE SPR    | AZE FEA    | GBR SPR    | GBR FEA    | AUT SPR    | AUT FEA    | FRA FEA   | FRA FEA   | HUN SPR    | HUN FEA    | BEL SPR 19 | BEL FEA 18 | NED SPR Ki | NED FEA Ki | ITA SPR Ki | ITA FEA Ni | UAE SPR 20 | UAE FEA 18 | 28.      | 0    |

† A versenyt nem fejezte be, de helyezését értékelték, mert teljesítette a futam több, mint 90%-át.

### Teljes Super Formula eredménylistája
(Táblázat értelmezése)

(Félkövér: pole-pozícióból indult; dőlt: leggyorsabb kört futott) 

| Év   | Csapat                | 1      | 2      | 3   | 4      | 5      | 6      | 7      | Helyezés | Pont |
| ---- | --------------------- | ------ | ------ | --- | ------ | ------ | ------ | ------ | -------- | ---- |
| 2020 | Drago Corse ThreeBond | MOT 12 | OKA    | SUG | AUT 16 | SUZ 13 | SUZ 12 | FUJ 17 | 23.      | 0    |
| 2021 | Drago Corse ThreeBond | FUJ 13 | SUZ 17 | AUT | SUG    | MOT    | MOT Ki | SUZ 19 | 24.      | 0    |

### Teljes Európai Le Mans-széria eredménylistája
(Táblázat értelmezése)

(Félkövér: pole-pozícióból indult; dőlt: leggyorsabb kört futott) 

| Év   | Csapat                    | Osztály     | Kasztni  | Motor                 | 1     | 2      | 3     | 4      | 5      | 6      | Helyezés | Pont |
| ---- | ------------------------- | ----------- | -------- | --------------------- | ----- | ------ | ----- | ------ | ------ | ------ | -------- | ---- |
| 2020 | Richard Mille Racing Team | LMP2        | Oreca 07 | Gibson GK428 4.2 L V8 | LEC 5 | SPA 6  | LEC   | MNZ 10 | ALG 11 |        | 11.      | 19,5 |
| 2023 | Team Virage               | LMP2 Pro-Am | Oreca 07 | Gibson GK428 4.2 L V8 | CAT 9 | LEC Hn | ARA 6 | SPA 5  | ALG 9  | ALG 10 | 16.      | 24   |

### Le Mans-i 24 órás autóverseny
| Év   | Csapat                    | Csapattárs                    | Autó            | Kategória | Kör | Összetett Helyezés | Kategória Helyezés |
| ---- | ------------------------- | ----------------------------- | --------------- | --------- | --- | ------------------ | ------------------ |
| 2020 | Richard Mille Racing Team | Sophia Flörsch Beitske Visser | Oreca 07-Gibson | LMP2      | 364 | 13.                | 9.                 |
| 2021 | Richard Mille Racing Team | Sophia Flörsch Beitske Visser | Oreca 07-Gibson | LMP2      | 74  | Kiesett            | Kiesett            |

### Teljes WEC eredménysorozata
(Táblázat értelmezése)

(Félkövér: pole-pozícióból indult; dőlt: leggyorsabb kört futott) 

| Év   | Csapat                    | Osztály | Kasztni  | Motor                 | 1     | 2     | 3     | 4      | 5   | 6     | Helyezés | Pont |
| ---- | ------------------------- | ------- | -------- | --------------------- | ----- | ----- | ----- | ------ | --- | ----- | -------- | ---- |
| 2021 | Richard Mille Racing Team | LMP2    | Oreca 07 | Gibson GK428 4.2 L V8 | SPA 8 | ALG 6 | MNZ 8 | LMS Ki | BHR | BHR 9 | 17.      | 23   |

### Daytonai 24 órás autóverseny
| Év   | Csapat               | Csapattárs                                   | Autó                        | Kategória | Kör | Összetett Helyezés | Kategória Helyezés |
| ---- | -------------------- | -------------------------------------------- | --------------------------- | --------- | --- | ------------------ | ------------------ |
| 2020 | GRT GEAR Racing Team | Katherine Legge Christina Nielsen Rahel Frey | Lamborghini Huracán GT3 Evo | GTD       | 471 | Kiesett            | Kiesett            |
| 2024 | Gradient Racing      | Katherine Legge Stevan McAleer Sheena Monk   | Acura NSX GT3 Evo22         | GTD       |     |                    |                    |

### Teljes IndyCar eredménysorozata
| Év   | Csapat                 | 1      | 2   | 3      | 4      | 5      | 6    | 7      | 8      | 9      | 10  | 11  | 12  | 13  | 14  | 15  | 16  | 17  | Helyezés | Pont |
| ---- | ---------------------- | ------ | --- | ------ | ------ | ------ | ---- | ------ | ------ | ------ | --- | --- | --- | --- | --- | --- | --- | --- | -------- | ---- |
| 2022 | A. J. Foyt Enterprises | STP 24 | TXS | LBH 16 | ALA 26 | IMS 15 | INDY | DET 23 | ROA 25 | MDO 25 | TOR | IOW | IOW | IMS | NSH | GTW | POR | LAG | 29.      | 58   |

## További információ
- Hivatalos honlapja